# Választási időpontok listái
Itt megtalálhatók azon országok, régiók aktuális évi választásainak időpontjai, amik fel vannak sorolva a Választások országokra lebontva listán. Az adott év teljes listáját, valamint más évek naptárait lásd: 
- Választások 2004-ben
- Választások 2005-ben
- Választások 2006-ban
- Választások 2007-ben
- Választások 2008-ban
- Választások 2009-ben
- Választások 2010-ben
- Választások 2011-ben